# The Haunting of Hill House (novela)
The Haunting of Hill House (conocida en español como La casa encantada y La maldición de Hill House) es una novela de la escritora estadounidense Shirley Jackson, publicada en 1959. Finalista del Premio Nacional del Libro y considerada una de las mejores historias de fantasmas literarias publicadas durante el siglo XX, ha sido llevada al cine en dos oportunidades y es la base de la serie de televisión homónima. La novela de Jackson utiliza el terror sobrenatural para provocar emoción en el lector, presentando relaciones complejas entre los eventos misteriosos en la casa y la psique de los personajes.

## Sinopsis
Hill House es una mansión en un lugar que nunca se especifica, construida por el difunto Hugh Crain. En la historia aparecen cuatro personajes principales, el doctor John Montague, un investigador de lo sobrenatural; Eleanor Vance, una joven tímida que se resiente de haber vivido como una reclusa que cuida a su madre inválida y exigente; Theodora, una extravagante artista bohemia y Luke Sanderson, el joven heredero de Hill House. Al encontrarse en la casa, cada uno de sus habitantes empezarán a experimentar extraños sucesos sobrenaturales que desencadenarán trágicas circunstancias.

## Desarrollo
La autora decidió escribir "una historia de fantasmas" después de leer acerca de un grupo de investigadores psíquicos del siglo XIX que estudiaron una casa e informaron sus supuestos hallazgos sombríos a la Sociedad de Investigación Psíquica. Emocionada por la perspectiva de crear su propia casa encantada y los personajes para explorarla, Shirley empezó a investigar más a fondo sobre el tema. Más tarde, afirmó que había encontrado una foto de una casa de California que, en su opinión, tenía el aspecto adecuado para su historia. Le pidió a su madre, que vivía en California, que la ayudara a encontrar información sobre la vivienda. Jackson también leyó una gran cantidad de material sobre historias de fantasmas tradicionales mientras se preparaba para escribir la suya. La autora afirmó: "Nadie puede meterse en una novela sobre una casa embrujada sin tocar el tema de la realidad; aunque crea o no en fantasmas".

## Recepción

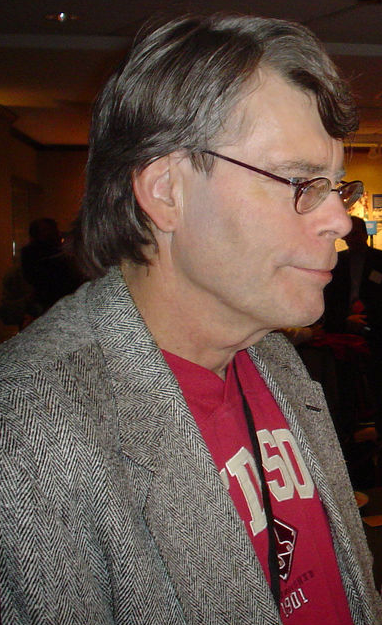
El escritor Stephen King ha declarado su admiración por la novela.

Stephen King en su libro Danse Macabre (1981) se refiere a The Haunting of Hill House como una de las mejores novelas de terror de finales del siglo XX y ofrece una extensa reseña. El escritor también mencionó la novela como fuente de inspiración al momento de escribir su novela de vampiros El misterio de Salem's Lot. En su columna de la revista The Magazine of Fantasy & Science Fiction, Damon Knight seleccionó la novela como una de las diez mejores de 1959.
Al revaluar el libro en The Guardian en 2010, Sophie Missing escribió: "Jackson presenta su material con gran habilidad y sutileza. [...] El horror inherente a la novela no recae en Hill House (por monstruosa que sea) o en los eventos que tienen lugar en su interior, sino en los recovecos inexplorados de las mentes de sus personajes. Tal vez por eso sigue siendo la historia definitiva sobre casas encantadas".

## Adaptaciones
La novela ha sido llevada al cine en dos ocasiones, en 1963 y nuevamente en 1999, ambas bajo el título The Haunting. La versión de 1963 es relativamente fiel a la historia original y fue bien recibida por la crítica. La versión de 1999 sin embargo se alejó demasiado de la historia original y fue vapuleada por la crítica. En ella se obvió por completo el aspecto psicológico de los personajes para dar un mayor énfasis al horror sobrenatural. Dos de los personajes son incluso asesinados por entes sobrenaturales, algo que no ocurre en la historia de Jackson.
En 2017, se anunció que el director Mike Flanagan adaptaría la historia de la novela en una serie de televisión del mismo nombre mediante la plataforma Netflix. El mismo año,
Timothy Hutton, Carla Gugino, Michiel Huisman, Elizabeth Reaser, Kate Siegel, Lulu Wilson, Victoria Pedretti y Henry Thomas fueron anunciados como protagonistas. La serie fue estrenada el 12 de octubre de 2018, recibiendo reseñas muy favorables por parte de la crítica especializada.